# Saki Fukuda
Saki Fukuda (福田 沙紀?, Fukuda Saki; Kumamoto, 19 settembre 1990) è un'attrice e cantante giapponese.
Nota soprattutto per il ruolo avuto nel live action Yattaman - Il film dove ha interpretato la parte di Ai-Chan. Ha iniziato la sua carriera nel 2004 in televisione per proseguire con successo recitando in numerosi dorama.

## Filmografia

### Televisione
- San nen B-gumi Kinpachi-sensei 7 (TBS, 2004)
- Donmai (NHK, 2005)
- Fushin no Toki (Fuji TV, 2006)
- Jitensha Shonenki (TV Tokyo, 2006)
- Shinjuku no Haha Monogatari (Fuji TV, 2006)
- Haikei, Chichiue-sama (Fuji TV, 2007)
- Hoshi Hitotsu no Yoru (Fuji TV, 2007)
- Life (manga) (Fuji TV, 2007)
- Okaasan, Boku ga Umarete Gomen Nasai (Fuji TV, 2007)
- Daisuki! (TBS, 2008)
- Isshun no Kaze ni Nare (Fuji TV, 2008)
- Ghost Friends (NHK, 2009)
- Maid Deka (TV Asahi, 2009)
- Keizoku 2: SP (TBS, 2010)
- Shitsuren Hoken (NTV, 2011)
- Quartet (TBS, 2011)
- IS - Otoko demo onna demo nai sei (TV Tokyo, 2011)
- Himitsu no Kankei ~Sensei wa Doukyonin~ (BeeTV, 2011)
- Runaway - Aisuru kimi no tame ni (ランナウェイ～愛する君のために?) – serie TV (2011)
- Mou Yuukai Nante Shinai (Fuji TV, 2012)
- Legal High (Fuji TV, 2012, ep2)
- W no Higeki (TV Asahi, 2012)
- Taira no Kiyomori (NHK, 2012)

### Cinema
- The Cherry Orchard: Blossoming (櫻の園?, Sakura no sono), regia di Shun Nakahara (2008)
- Yattaman - Il film (ヤッターマン?, Yattāman), regia di Takashi Miike (2009)